# Hypocala clarissima
Hypocala clarissima är en fjärilsart som beskrevs av Butler 1892. Hypocala clarissima ingår i släktet Hypocala och familjen nattflyn. Inga underarter finns listade i Catalogue of Life.